# Sigeberht I. von Essex

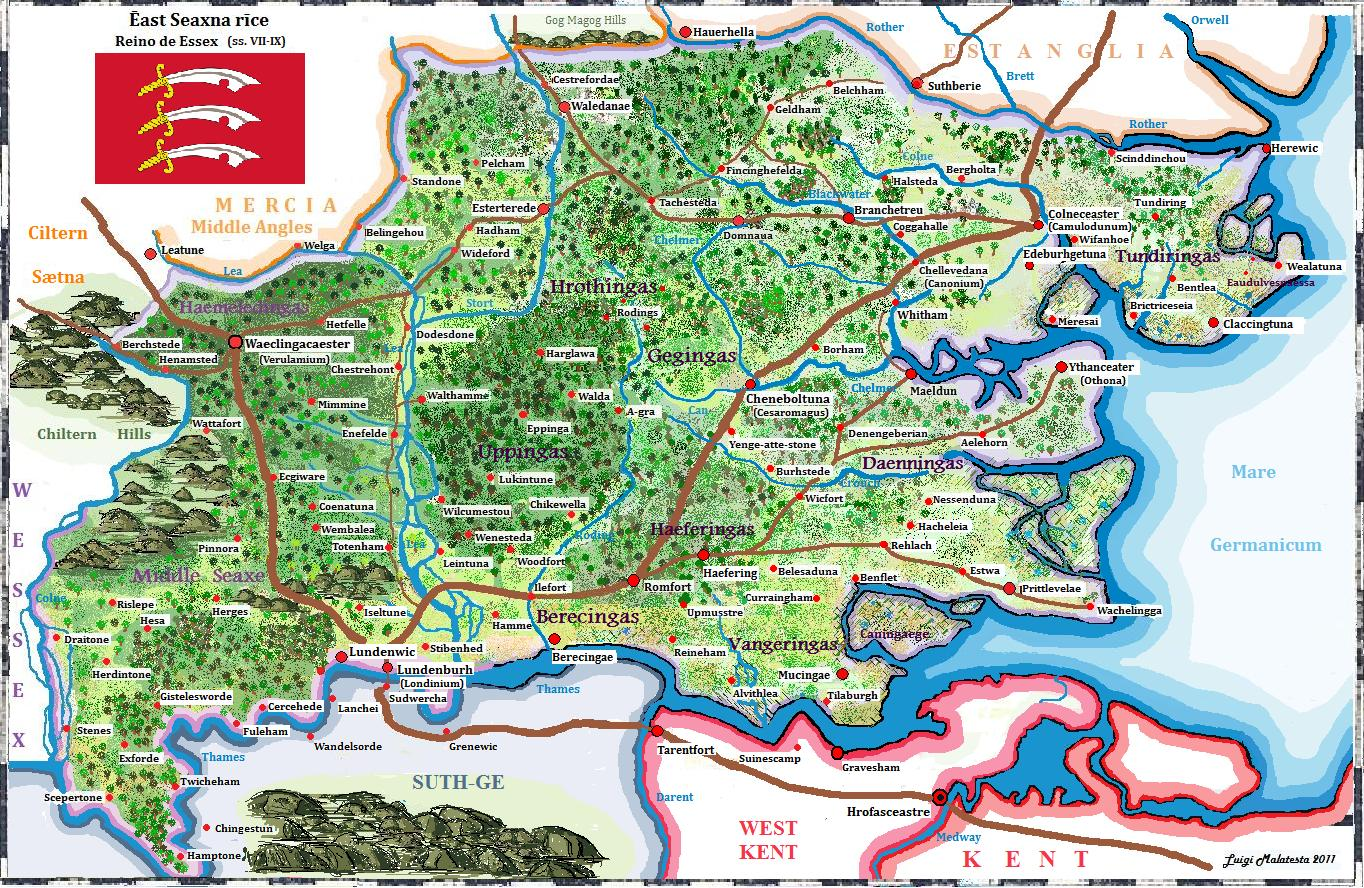
Essex in frühangelsächsischer Zeit

Sigeberht I. (auch Sigberctus Parvus, Sigeberht der Kleine oder Sigebryht; † um 650) war von um 617 bis um 650 König des angelsächsischen Königreichs Essex.

## Leben
Sigeberht, Sohn des Königs Saeward, trat dessen Nachfolge auf dem Thron 617 an, nachdem dieser und seine Brüder in einer Schlacht gegen die Westsachsen getötet worden waren. Trotz seiner langen Regierungszeit hinterließ er praktisch keine Spuren in der Geschichte. Nach seinem Tod um 650 übernahm Sigeberht II. den Thron.
Nach Wilhelm von Malmesbury, einem Geschichtsschreiber des 12. Jahrhunderts, war der spätere König Sighere (um 664–um 690) ein Sohn Sigeberhts I. von Essex.